# Občina Žirovnica
Občina Žirovnica je ena od občin v Republiki Sloveniji z okoli 4.500 prebivalci. Iz območja te občine je v preteklosti izšlo veliko število mož, pomembnih za Slovence, med drugimi pesnik France Prešeren, jezikoslovec Matija Čop, ljubljanski škof Janez Zlatoust Pogačar, prvi ljubljanski nadškof Anton Vovk, čebelar Anton Janša ter duhovniki in pisatelji Janez Jalen, Jožef Žemlja in Fran Saleški Finžgar. 
V dolini reke Završnice, ležeči za grebenom Rebra, so leta 1914 zgradili prvo javno hidroelektrarno na Slovenskem, imenovano HE Završnica, blizu vasi Moste pa so leta 1952 obratovanju predali HE Moste, prvo hidroelektrarno na reki Savi. Soteska Kavčke je odtlej pregrajena s 60 m visoko pregrado, najvišjo v Sloveniji.
Občina meji na občine Bled, Jesenice, Radovljica in Tržič, na severu pa na Republiko Avstrijo.
Sedež občine je na Breznici.
Območje je znano tudi kot Kašarija.

## Naselja v občini
Breg, Breznica, Doslovče, Moste, Rodine, Selo pri Žirovnici, Smokuč, Vrba, Zabreznica, Žirovnica